# Elizabeth "Z" Berg
Elizabeth "Z" Berg (ur. 28 czerwca 1985 w Los Angeles) jest amerykańską wokalistką.

## Życiorys
Ojciec Berg, Tony Berg, jest byłym producentem w Geffen Records. Była założycielką, gitarzystką i wokalistką zespołu indie rock, The Like. Po zawieszeniu działalności zespołu w 2011 roku, Berg utworzyła JJAMZ razem z Jamesem Valentinem (Maroon 5), Jasonem Boeselem (Conor Oberst/Rilo Kiley), Alexem Greenwaldem (Phantom Planet), i Michaelem Runionem. Ich debiutancki album, Suicide Pact, został wydany 10 lipca 2012 roku, dzięki wytwórni Dangerbird Records.
Z Berg jako solowa artystka wydała dotychczas jedną EP-kę zatytułowaną "Extended Plays" na którą składają się 4 utwory napisane oraz skomponowane przez piosenkarkę. 

## Dyskografia

### Albumy solowe
- Exteded Plays (EP) (2013)

### JJAMZ
- Suicide Pact (2012)

### The Like
- Are You Thinking What I'm Thinking? (2005)
- Release Me (2010)